# Głuchołazy-Zdrój
Głuchołazy-Zdrój – część miasta Głuchołaz, w południowej części miasta.
W Głuchołazach-Zdroju znajduje się Park Zdrojowy powstały pod koniec XIX wieku z inicjatywy Towarzystwa Promenadowego. W pobliżu znajduje się stacja kolejowa.